# ルナ15号
ルナ15号（ロシア語: Луна-15、ラテン文字表記の例：Luna 15）は1969年にソビエト連邦によって打上げられた月探査機である。アメリカのアポロ11号に先駆けて月の石を回収し地球へ送ることを目的としたが、月面への軟着陸に失敗した。

## 概要
ルナ15号は月の土壌（月の石）を無人で地球へ持ち帰るために設計された探査機であった。アポロ11号では有人月着陸を達成した上で月の石を地球へ持ち帰ることを予定していたが、ルナ15号はこれより早く月の石を入手することを目指した。アポロ11号の3日前に打上げを行い、アポロ11号と同日に着陸してサンプルを回収するという、ぎりぎりの日程であった。
1969年7月13日、ルナ15号はバイコヌール宇宙基地よりプロトンロケットによって打上げられた。探査機はパーキング軌道で地球を1周後、上段ロケット燃焼により月へ向かった。7月17日、ルナ15号は 240 x 870 km の月周回軌道へ入った。探査機は月を周回しながら観測を行い、軌道を複数回変更した。
7月20日、ルナ15号は周回軌道を離脱するための逆噴射を行い、月への降下を始めた。しかし着陸前の減速に失敗、探査機は時速480 kmで月面へ衝突した。アポロ11号が世界初の有人月着陸に成功したのはその僅か数時間後であった。
なお、ソ連初のサンプルリターンは、1970年9月に打上げられた同型機ルナ16号で達成された。